# Higromicina
Higromicina (Hygromycin B) es un antibiótico producido por la bacteria Streptomyces hygroscopicus. Se trata de un aminoglicósido que mata tanto a bacterias como hongos como células eucariotas superiores al inhibir la síntesis proteica.

## Historia
La Higromicina B fue originalmente desarrollada en la década de 1950 para su uso veterinario, y actualmente (principios del siglo XXI) aún es usada añadiéndose al pienso de pollo como  antihelmíntico o agente antiparasitario. El nombre comercial es Hygromix.
La bacteria productora, Streptomyces hygroscopicus, fue aislada en 1953 a partir de una muestra de suelo. A principios de la década de 1980 se identificaron diversos genes de resistencia a este antibiótico.

## Uso en laboratorio
Este antibiótico es usado universalmente para la selección y mantenimiento de células tanto eucariotas como procariotas que portan el gen de resistencia, llamado hph. Este gen es en realidad una quinasa que inactiva al antibiótico a través de la fosforilación del mismo.
Desde el descubrimiento de este gen, la higromicina se ha convertido en un antibiótico de selección en experimentos de transferencia génica.